# Гибралтар на Европском првенству у атлетици на отвореном 1971.
Гибралтар је учествовао на 10. Европском првенству на отвореном 1971 одржаном у Хелсинкиу, Финска, од 10. до 15. августа. Ово је било треће Европско првенство на отвореном на којем је Гибралтар учествовао. Репрезентацију Гибралтара представљао је један такмичар који се такмичио у две дисциплине и то тркама на 800 метара и 1.500 метара.
На овом првенству представник Гибралтара није освојио ниједну медаљу али је оборио један национални и два лична рекорда.

## Учесници
Мушкарци:
- Аурелио Фалеро — 800 м, 1.500 м

## Резултати

### Мушкарци
| Атлетичар      | Дисциплина | Лични рекорд | Квалификације | Квалификације | Полуфинале           | Полуфинале           | Финале               | Финале  | Детаљи |
| Атлетичар      | Дисциплина | Лични рекорд | Резултат      | Место         | Резултат             | Место                | Резултат             | Место   | Детаљи |
| -------------- | ---------- | ------------ | ------------- | ------------- | -------------------- | -------------------- | -------------------- | ------- | ------ |
| Аурелио Фалеро | 800 м      |              | 1:59,75 ЛР    | 7. у гр. 2    | Није се квалификовао | Није се квалификовао | Није се квалификовао | 21 / 25 |        |
| Аурелио Фалеро | 1.500 м    |              | 4:01,3 НР, ЛР | 10. у гр. 2   |                      |                      | Није се квалификовао | 31 / 33 |        |